# Блуфілд (Західна Вірджинія)
Блуфілд (англ. Bluefield) — місто (англ. city) в США, в окрузі Мерсер штату Західна Вірджинія. Населення — 9658 осіб (2020).

## Географія
Блуфілд розташований за координатами 37°15′47″ пн. ш. 81°12′39″ зх. д. / 37.26306° пн. ш. 81.21083° зх. д. (37.263051, -81.210861).  За даними Бюро перепису населення США в 2010 році місто мало площу 22,94 км², з яких 22,94 км² — суходіл та 0,00 км² — водойми.

### Клімат
| Клімат : Блуфілд               | Клімат : Блуфілд | Клімат : Блуфілд | Клімат : Блуфілд | Клімат : Блуфілд | Клімат : Блуфілд | Клімат : Блуфілд | Клімат : Блуфілд | Клімат : Блуфілд | Клімат : Блуфілд | Клімат : Блуфілд | Клімат : Блуфілд | Клімат : Блуфілд | Клімат : Блуфілд |
| Показник                       | Січ.             | Лют.             | Бер.             | Квіт.            | Трав.            | Черв.            | Лип.             | Серп.            | Вер.             | Жовт.            | Лист.            | Груд.            | Рік              |
| Абсолютний максимум, °C        | 23,9             | 23,9             | 30,6             | 32,2             | 33,3             | 36,1             | 37,2             | 37,2             | 35,6             | 31,1             | 28,3             | 25,6             | 37,2             |
| Середній максимум, °C          | 5,6              | 7,6              | 12,4             | 18,2             | 22,3             | 25,8             | 27,4             | 27,1             | 23,7             | 18,6             | 13,1             | 7,2              | 17,4             |
| Середній мінімум, °C           | −3,2             | −1,6             | 2,3              | 7,4              | 11,8             | 16,2             | 18,1             | 17,6             | 13,9             | 8,5              | 3,7              | −1,4             | 7,8              |
| Абсолютний мінімум, °C         | −29,4            | −22,8            | −18,9            | −11,7            | −4,4             | −0,6             | 3,3              | 3,9              | −1,7             | −10,6            | −20,6            | −25              | −29,4            |
| Норма опадів, мм               | 74               | 70               | 89               | 85               | 109              | 105              | 106              | 83               | 80               | 64               | 68               | 74               | 1007             |
| Днів з опадами                 | 13,7             | 13,1             | 14,4             | 13,4             | 14,6             | 13,5             | 13,0             | 10,2             | 9,4              | 9,5              | 11,0             | 13,5             | 149,3            |
| Днів зі снігом                 | 6,9              | 6,2              | 3,5              | 1,4              | 0                | 0                | 0                | 0                | 0                | 0,1              | 1,5              | 5,1              | 24,7             |
| ------------------------------ | ---------------- | ---------------- | ---------------- | ---------------- | ---------------- | ---------------- | ---------------- | ---------------- | ---------------- | ---------------- | ---------------- | ---------------- | ---------------- |
| Джерело: NWS Blacksburg / NOAA |                  |                  |                  |                  |                  |                  |                  |                  |                  |                  |                  |                  |                  |

## Демографія
Згідно з переписом 2010 року, у місті мешкало 10 447 осіб у 4643 домогосподарствах у складі 2772 родин. Густота населення становила 455 осіб/км².  Було 5457 помешкань (238/км²).
Расовий склад населення:
| - 73,7 % — білих - 23,0 % — чорних або афроамериканців - 0,5 % — азіатів - 0,3 % — корінних американців |

До двох чи більше рас належало 2,3 %. Частка іспаномовних становила 0,9 % від усіх жителів.
За віковим діапазоном населення розподілялося таким чином: 20,8 % — особи молодші 18 років, 60,0 % — особи у віці 18—64 років, 19,2 % — особи у віці 65 років та старші. Медіана віку мешканця становила 43,1 року. На 100 осіб жіночої статі у місті припадало 88,0 чоловіків;  на 100 жінок у віці від 18 років та старших — 83,4 чоловіків також старших 18 років.
Середній дохід на одне домашнє господарство  становив 49 963 долари США (медіана — 34 972), а середній дохід на одну сім'ю — 54 696 доларів (медіана — 43 750). Медіана доходів становила 39 438 доларів для чоловіків та 29 763 долари для жінок. За межею бідності перебувало 23,4 % осіб, у тому числі 49,0 % дітей у віці до 18 років та 9,0 % осіб у віці 65 років та старших.
Цивільне працевлаштоване населення становило 3946 осіб. Основні галузі зайнятості: освіта, охорона здоров'я та соціальна допомога — 31,8 %, роздрібна торгівля — 22,7 %, мистецтво, розваги та відпочинок — 9,2 %, науковці, спеціалісти, менеджери — 7,0 %.